# Premiile Pulitzer din 1917
Premiile Pulitzer (în original, Pulitzer Prizes) au fost prima dată acordate în 1917.
Inițial, fuseră doar patru categorii, iar altele (care fuseseră menționate în testamentul lui Joseph Pulitzer), au început a fi acordate în anii următori.  Câștigătorii sunt selecționați de către conducerea ne-academică (the Board of Trustees) a/ai Columbia University.  Primul premiat, ambasadorul Franței în Statele Unite, Jean Jules Jusserand, care a scris o carte despre istoria Statelor Unite, a câștigat Premiul Pulitzer și suma de $ 2.000. Herbert Bayard Swope a câștigat $ 1.000 pentru reportaj. 

## Premii de jurnalism
- Articole de fond,
  - New-York Tribune, pentru un articol de fond la împlinirea unui an de la scufundarea vasului Lusitania, (nici un autor menționat).
- Reporting:
  - Herbert Bayard Swope, New York World, pentru o serie de articole apărute zilnic între 10 și 15 octombrie, respectiv între 4 și 22 noiembrie 1916, intitulate În interiorul Imperiului German (în original, "Inside the German Empire").

## Premii de litere și dramă
- Biografie sau autobiografie,
  - Laura E. Richards și Maud Howe Elliott, asistate de Florence Howe Hall, pentru Julia Ward Howe (Editura Houghton).
- Istorie,
  - Jean Jules Jusserand, pentru Cu americani ai trecutelor și prezentelor zile (Editura Scribner)